# Eero Huovinen
Eero Lauri Juhana Huovinen (född 27 oktober 1944) är emeritusbiskop i Helsingfors stift inom Evangelisk-lutherska kyrkan i Finland sedan år 1991 till 2010. Huovinen blev prästvigd år 1970 och doktorerade år 1978.
Före sitt tillträde på biskopssätet verkade Huovinen bland annat i församlingslivet i Malms församling i Helsingfors och som religionslärare i Åggelby i Helsingfors. Före sin biskopstid var han också professor i dogmatik vid Helsingfors universitet samt dekanus för den teologiska fakulteten vid universitetet.
Fastän biskop Huovinen har sina rötter inom den Evangeliska rörelsen, brukar han anses stå mellan det konservativa och liberala lägret inom Evangelisk-lutherska kyrkan idag. Dock har han tidvis tagit starkt ställning mot företeelser inom politikens sfär i Finland. Han är luthersk ordförande i den officiella evangelisk-lutherska/romersk-katolska enhetskommissionen angående en gemensam luthersk-katolsk manifestation av reformationsminnet 1517–2017.
Den nya katekes som används i Evangelisk-lutherska kyrkan i Finland idag är skriven av Eero Huovinen.

## Utmärkelser
- Kommendörstecknet av I klass av Finlands Lejons orden,  6 december 1994[1]
- Storkorset av Finlands Lejons orden,  6 december 2024[2]

[Redigera Wikidata]